# Обряди скандинавського культу

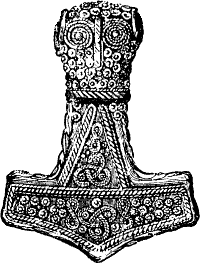
Зображення Мйольніра, знайдене в Еланді, Швеція

Обряди скандинавського культу — обряди традиційної релігії скандинавських племен в дохристиянський період. Язичницький культ скандинавів був децентралізованим культом і являв сукупність місцевих і сімейних культів поряд з загальнонаціональними релігійними фестивалями. Керівництво культом здійснювали місцеві вожді та лідери: на фермі — голова сімейства, на загальнонаціональному рівні— конунг. З цих причин у скандинавів не існувало поняття «релігія» в сучасному розумінні і найбільш близьким за значенням було поняття sidr — традиція. Так, християнство на початковому етапі отримало назву nýr sidr — нової традиції, в протиставленні існуючому древньому культу forn sidr — старої традиції.
Скандинавський культ ніколи не був однорідною масою і поєднував безліч різних традицій і вірувань. Важливу роль в обрядах цього культу грав обряд жертвопринесення, основною метою яких було гарантувати родючість, але також використовувалися в обрядах народження, одруження або смерті. У культі існував суворий поділ на приватний культ, прив'язаний до будинку і людини, і на громадський культ, прив'язаний до структури суспільства.
Нам невідомо, як дійшли до нас міфи, які були пов'язані з релігійними віруваннями і як люди ставилися до них у повсякденному житті. Скандинавські язичники не залишили письмових джерел щодо своїх вірувань, а християнські автори описують їх як релігійні забобони і дияволопоклонство.

## Громадський культ
Хоча деталі поклонінь в більшості невідомі, можна уявити деяку картину ритуалів і релігійних практик стародавніх скандинавів через інтерпретацію уцілілих джерел. Основна проблема цих джерел полягає в тому, що переважно вони описують пізній період, причому написані в християнському контексті. Через неоднорідність відомостей, описаних в цих джерелах, часом буває складно розрізнити який із ритуалів мав приватний, а який — громадський характер .

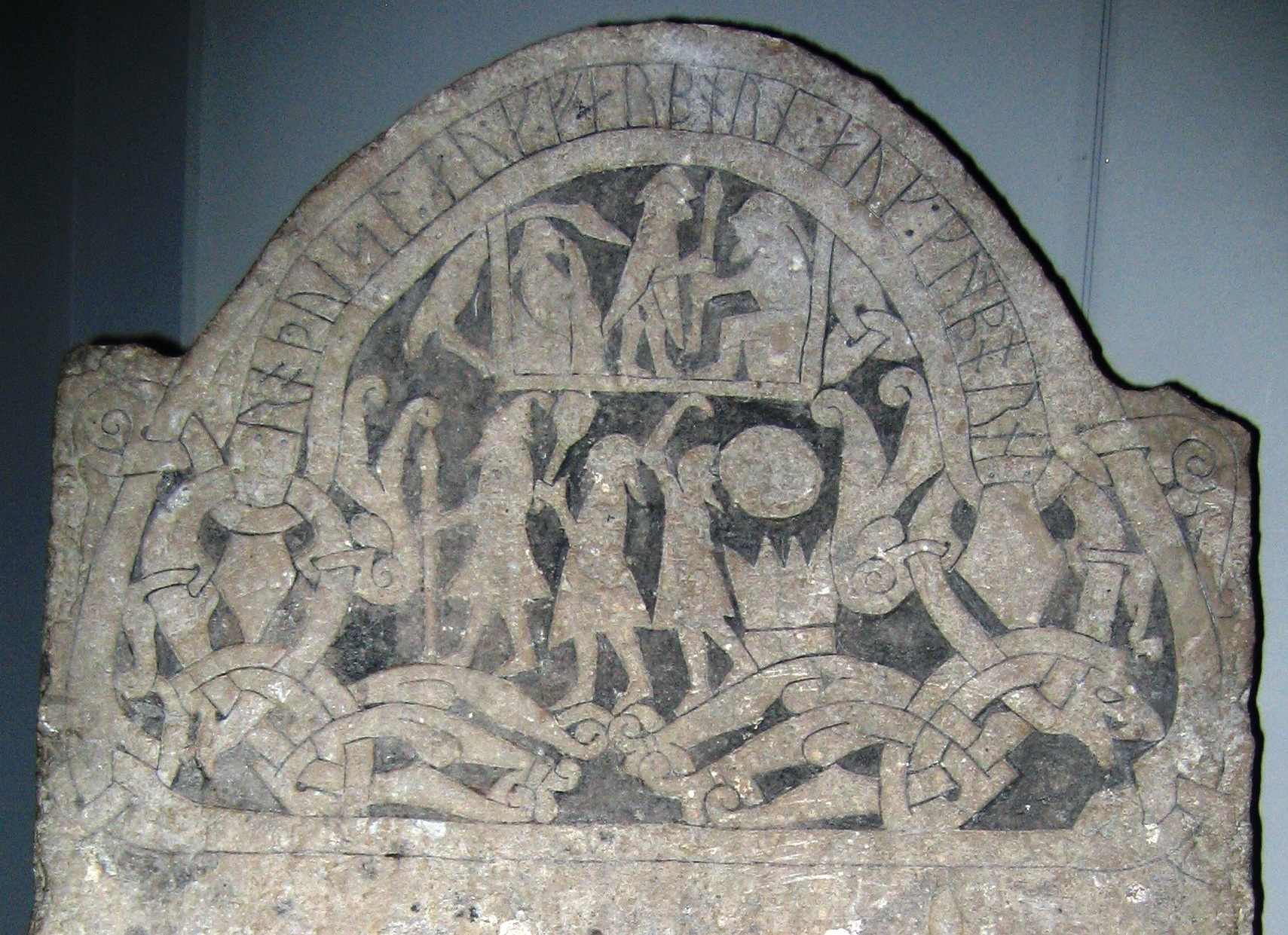
Зображення Одіна, Тора та Фрейра на камені доби вікінгів. Артефакт зберігається в Шведському музеї старожитностей, Стокгольм.

### Культові споруди
Залишки так званих багатофункціональних зал знаходять по всій Скандинавії. Часто зала поділялася на кілька зон, які використовувалися для релігійних подій, жертвоприношень і поклоніння богам.

### Хоф
Хоф (давньосканд. Hof) — язичницький храм. Хофи були в приватному володінні і очолював їх ховгоді.

### Хьорг
Хьорг (давньосканд. Hörgr) — тип релігійної споруди або вівтаря, який, можливо, був будовою з великих каменів. Хьорг може перекладатися як храм, святилище, місце для підношень, вівтар або місце поклоніння. Він використовувався скандинавами поряд з іншими культовими будівлями. До знайденої багатофункціональної зали недалеко від Тіссо (давносканд. Tissø) приєднувалась обгороджена ділянка з невеликою будовою, імовірно хьоргом.

### Ве
Ве (давньосканд. Vé) — тип святилища або відгороджої священної території в скандинавському язичництві. У скальдичній поезії і топонімах ве, як правило, згадується разом з ім'ям того чи іншого божества, якому воно присвячене. Ім'я скандинавського бога Ве, ймовірно, засноване на цій традиції. Енді Орчід припустив, що ве міг огороджувати храм або бути позначеною територією, де відбувалися обряди. Ймовірно, до поняття ве відноситься і гай в Храмі Уппсали, описаний Адамом Бременським в Gesta Hammaburgensis ecclesiae pontificum. У своїй роботі 1-го століття Germania Тацит вказує на те, що германці, на відміну від римлян, не прагнуть укласти свої божества в стіни храму.

### Релігійні центри
Найбільш відомим релігійним центром скандинавського язичництва був храм в Старій Уппсалі, Швеція. Вчені сходяться на думці, що цей храм був останнім місцем язичництва на території Скандинавії, і що за часів, коли Адам Бременський описував комплекс в своїй роботі «Gesta Hammaburgensis ecclesiae pontificum», комплекс все ще мав велике значення.
Згідно Адама Бременського, храм був прикрашений золотом і золотий ланцюг оперізував його по фронтону. У Храмі люди поклонялися трьом основним богам, чиї статуї сиділи на троні. Тор, названий Адамом «могутнім», сидів у центрі трону, а Одін (або Водан) і Фрейр — по обидва боки від нього. Поруч з Храмом розташовувався гай для жертвоприношень і росло вічнозелене священне дерево (ймовірно, тис) з широко розкинутими гілками, а поруч з деревом — джерело, де також відбувалися жертвоприношення, в тому числі і людські. Адам наводить свідчення одного християнина, який якось нарахував в гаю 72 трупа, вивішених там одночасно.

### Священство
У дохристиянській Скандинавії не існувало окремого духовного стану на зразок середньовічного духовенства. Роль священиків виконували світські лідери. Керівництво громадськими поклоніннями здійснювали лідери регіонів: конунги, ярли, хевдінги, херсіри і так далі. Духовні функції лідерів були невіддільною частиною їх світської влади. Факти свідчать, що відмова від виконання цих функцій лідерами приводила до позбавлення влади. Так сталося, наприклад, з Гаконом Добрим, який намагався нав'язати християнство, а також з Анундом Гордським, який через християнські переконання відмовився брати участь у блоті і був позбавлений влади в 1070 році. Приватні поклоніння проходили під керівництвом голови сімей.

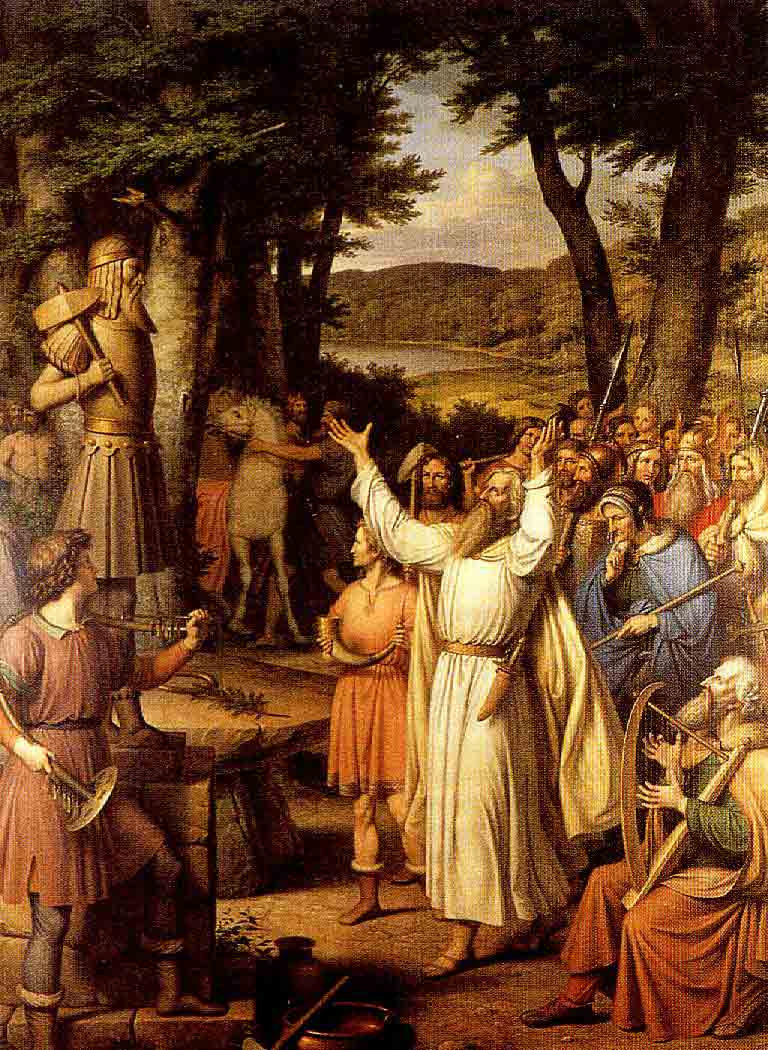
Годі запрошє до поклоніння Тору (автор Дж. Л. Лунд)

Проте існували окремі поняття для визначення відправників культу. В Ісландії для цього використовувалися слова goði (жрець) і gyðja (жриця). Етимологія цього слова має те ж походження, що і англійське слово god. Це найбільш відомий термін, що вживався в цьому значенні. Він неодноразово зустрічається в ісландських сагах, на норвезьких і данських рунічних каменях і в шведській топоніміці. Через нестачу знань про релігійних лідерів існує тенденція поширювати цей термін на всю Скандинавію, хоча ніяких доказів цьому не існує. У давні часи goði був політичним, судовим і духовним лідером. Після християнізації регіону goði ще довгий час брали чималу участь у політиці. На сході регіону термінами аналогічними goði і gyðja були, відповідно, vífill і lytir.
Іншими визначеннями для відправників культу були: þulr, thegn, völva і seiðmaðr. Термін þulr пов'язаний зі словами «розповідь», «мова» і «співати», і, ймовірно, визначав жрецькі функції, пов'язані з сакральними знаннями. Тул був також пов'язаний з Одіном — богом правителем, і, отже, був пов'язаний з ритуалами в бражних будинках (див. Медова зала) Вельва і Сейдман були тісно пов'язані з поняттям seiðr — пророкування майбутнього (див. статтю Вьольва).

### Жертвопринесення
Немає чіткої думки істориків щодо людських жертвопринесень в Скандинавії, а також щодо того, як інтерпретувати поховання в Осеберзі і свідоцтва Ібн Фадлана про спалення амбатти при похованні знатного руса. Основні знахідки болотних людей відносяться до доримської залізної доби і свідчать про використання людських жертвоприношень в північній Європі в період до Епохи вікінгів.
Основними джерелами про людські жертви в епоху вікінгів є саги та інші письмові джерела (такі, як робота Адама Бременського), написані після християнізації півночі і намагалися насаджувати християнство замість язичництва. Ці джерела свідчать про людські жертви в храмах і про те, що вождь міг присвячувати своїх ворогів Одіну, як, наприклад, це приписують Еріку Переможному в битві на Фірісвеллірі. Війна була способом життя і досить рітуалізована, набуваючи сакральний характер. Найбільш ймовірно людські жертвоприношення мали місце у скандинавів, але були не типові для їх культу, а були наслідком воєн .

## Приватний культ
Ритуали приватного культу були переважно паралельні громадським. Відправленням ритуалів приватного культу, як правило, керував голова сімейства і (або) його дружина. Ритуали не зводилися тільки до сезонних фестивалів, існували ритуали для кожного повсякденного дійства. Більшість ритуалів вимагали участі одного або лише кількох людей, але в виконанні інших ритуальних дійств були залучені всі мешканці будинку або вся родина. Невідомо, чи брали трелли (раби) участь в ритуалах.

## Обряди переходу
Ці обряди були пов'язані зі зміною статусу людини і іншими трансформаціями в його житті, таких як народження, шлюб і смерть. Вони були схожі з аналогічними ритуалами в культурі інших народів. Дивно, але скандинавські джерела не згадують обрядів ініціації.

### Народження
У багатьох ранніх спільнотах існували обряди, пов'язані з народженням дитини. Вони проводилися, аби захистити матір і дитя, бо в ті часи це було пов'язано з великим ризиком для них обох. В епоху вікінгів з цією метою люди молилися богиням Фрейї і Фрігг і виспівували гальди. Фортуна відігравала велику роль у скандинавській культурі, а долю кожної людини визначали норни в момент його народження.
Через дев'ять ночей після народження, дитину повинен був визнати батько сімейства. Він садив його до себе на коліна, сидячи на високому стільці. Дитину окроплювали водою і нарікали ім'ям — так вона ставала членом сім'ї. Є свідчення, що запрошувалися гості для обдаровування і проголошення добрих побажань немовляті. Визнання дитини батьком давало йому ті ж права, якими володів його батько. З цього часу батьки не могли його вбити або кинути напризволяще (що вважалося прийнятною формою контролю популяції), не несучи за це відповідальності.
Як правило, дітей називали іменами покійних предків, а імена божеств могли стати частиною імені. Члени сім'ї були пов'язані з конкретними іменами через певні риси, властиві цим людям, і цей зв'язок відтворювався при повторному використанні наступними поколіннями. Такий порядок наречення був частиною культури поклоніння предкам.

### Шлюб
Шлюб був центром сім'ї та одним з головних інститутів в скандинавському суспільстві цього періоду. Він був важливою подією не тільки для молодят, але і для їх сімей. Шлюбом вважався договір, весілля було урочистою церемонією, яка підтверджувала обіцянку сімей допомагати один одному, в зв'язку з чим голова сім'ї мав вирішальне слово в питанні шлюбу. Проте, згідно з сагами, молодята також мали право голосу у виборі подружнього партнера, бо хороші відносини всередині сім'ї були запорукою успішного ведення господарства. Обряд шлюбу був довгим колективним процесом, який закінчувався урочистим святом. Процес був підпорядкований різним ритуалам, щоб закликати божественні сили на благословення нового шлюбу.
Починалося все з того, що сім'я нареченого відправляла його і кілька делегатів до сім'ї нареченої з пропозицією. В процесі цього першого кроку призначався день заручин, врегульовувалося питання спадщини і майна майбутнього подружжя. Також вирішується питання приданого (давньосканд. Heimanfylgja) і весільний подарунок (давньосканд. Mundr) від сім'ї нареченого, що було особистою власністю нареченої. Часто наречена була з менш забезпеченої сім'ї, і, хоча різниця в достатку, як правило, була не велика, таким чином, придане було інвестиціями сім'ї нареченої в її право увійти в більш забезпечену сім'ю. Після врегулювання всіх питань угода затверджувалася на весільному торжестві.
Всі ці умови були встановлені тільки для ярлів і бондів, в той час як інші верстви населення, такі як трелли або лейсінги, були цілком залежними від волі своїх патронів.
Весілля (давньосканд. Brudlaup) був найголовнішим ритуалом. На святі вперше збиралися разом обидві родини, і воно уособлювало  свято, що тривало кілька днів. Весілля коротше трьох днів вважалася жалюгідним. Гості стежили за правильністю проведення торжества. Збереглося мало свідчень щодо релігійного складу церемонії. Відомо, що богиня Вар засвідчувала обітницю молодят, призивалися Фрейр і Фрейя в питаннях любові і весілля, зображення мйольніру містилося на подолі нареченої, щоб Тор благословив її. Однак немає ніяких достовірних відомостей про релігійні ритуали. Нареченого і наречену проводили на шлюбне ложе, що було одним з центральних ритуалів. Їх вели з смолоскипами в руках, що показувало різницю між законними подружніми стосунками і незаконними позашлюбними зв'язками.

### Смерть

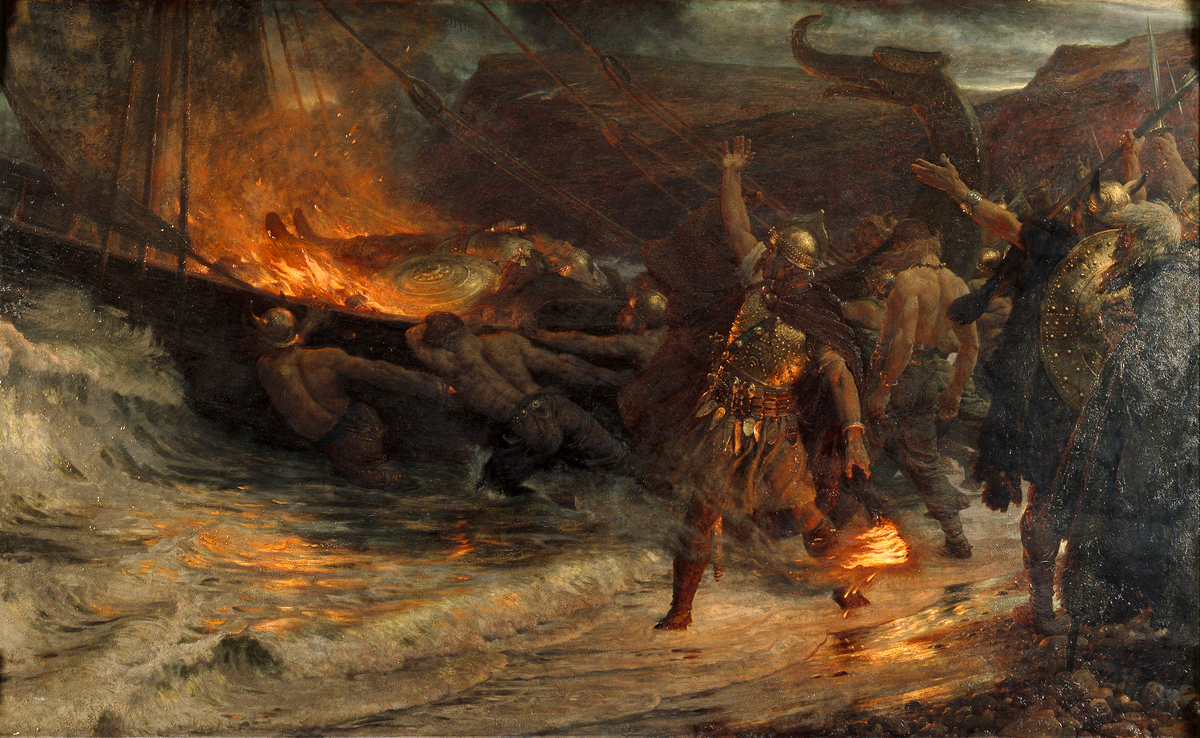
Спалення померлого на поховальному кораблі

Попри войовничі традиції вікінгів, в їх віруваннях існував певний елемент страху смерті і всього, що з нею пов'язано. Вважалося, що якщо покійний не був правильно похований і забезпечений, то він не знайде свого місця в потойбічному світі. Такий блукаючий привид міг відвідати своїх нащадків у вигляді Ревена або драуґ. Це могло бути знаком того, що скоро помре ще один член сім'ї, а також інші лиха. Щоб уникнути цього потрібно правильно провести церемонію поховання.
Найбільш детальний опис скандинавських обрядів поховання X століття подано у Ібн Фадлана; правда, він описує поховання вождя саме русів, а не норманів. З огляду на дискусійність етнічної приналежності русів, неможливо цей обряд розглядати як скандинавський. Тим більше, що аналогічний обряд описаний саме у слов'ян. Відразу після смерті вождь був похований в тимчасовій могилі. Одна з дівчат вождя зголосилася розділити з ним загробне життя. Її посадили під цілодобову охорону, давали хмільні напої, а вона співала радісні пісні. Через десять днів, коли були зшитий новий одяг для покійного, тіло було ексгумовано. Церемонію проводила стара жінка, яка уособлювала ангела смерті. Перед початком церемонії вождя у човні тягли на берег і підіймали на дерев'яній платформі. На кораблі містилося ліжко вождя, а ангел смерті ставила подушку на ліжко. Як підношення вождь отримував хмільні напої, фрукти і музичний інструмент. Після цього його клали на ліжко зі всією зброєю і подарунками. Потім заганяли двох коней, рубали їх на шматки, а м'ясо кидали на поховальний корабель. В кінці в жертву принесли півня і курку.
Тим часом, дівчина обходила намет за наметом, віддаючись чоловікам. Після цього її підвели до чогось схожого на дверний прохід, що було алегорією входу в потойбічний світ. Чоловіки підійняли її на руках три рази, і кожного разу вона говорила, яке їй було видіння. Тепер її відвели до корабля, де вона віддавала свої браслети ангелу смерті, а кільця — її дочці, після чого зійшла на корабель, звідки співала пісні і прощалася з близькими. Згодом її завели в намет, де лежав покійний. Чоловіки почали бити по щитах, і шестеро чоловіків увійшли в намет слідом, щоб оволодіти нею. Потім її поклали на ліжко до вождя, двоє взяли за руки, двоє за ноги, а ангел смерті накинула її на шию мотузку. Двоє чоловіків тягнули мотузку, ангел смерті проткнула тир ножем під ребрами. В кінці церемонії прибули родичі покійного з смолоскипами і підпалили корабель. На місці спалення був споруджений цілий пагорб, а на його вершині височів березовий стовп з вирізаними на ньому іменами вождя і його владики.
Сноррі Стурлусон в своїй Молодшій Едді згадує похоронний обряд з обрізанням нігтів померлого з метою не дати побудувати Нагльфар — корабель, який доставить армію Йотунів на Рагнарьок. В «Колі Земному» подається загальна концепція релігійних обрядів поховання:
|                                                    | Одін ... постановив, що всіх померлих треба спалювати на багатті разом з їхнім майном. Він сказав, що кожен повинен прийти в Вальгаллу з тим добром, яке було з ним на багатті, і користуватися тим, що він сам закопав у землю. А попіл треба кидати в море або заривати в землю, а в пам'ять про славних людей треба насипати курган, а усіма почесними людям треба ставити надгробний камінь. ... Люди вірили тоді, що, чим вище дим від похоронного багаття піднімається в повітря, тим вище в небі буде той, хто спалюється, і тим він буде багатший там, чим більше добра згорить з ним. |
| — Сноррі Стурлусон, Сага про інглінгів, Коло Земне | |

Однак не всі були удостоєні таких могил, як Великі кургани Уппсали. Статус похованого визначав форму могили, і більшість могил були набагато скромніші, зустрічається безліч могил в формі Кам'яного корабля.
Вважалося, що якщо все зроблено правильно, після смерті покійний вирушає в одне з загробних місць:
- в Гельгафьолл (давньосканд. Helgafjell) — священна гора, де покійні вели те ж життя, що й на землі. Як правило, цим місцем вважалася найближча до громади гора. Вона була настільки священна, що перш ніж дивитися в її бік, слід вимити обличчя;
- в Гель потрапляли померлі від старості або від хвороб. Ймовірно, під впливом християнської традиції Гель стали зображати як похмуре місце, хоча є свідчення, що там могли влаштовуватися і багаті бенкети, наприклад, в «Сни Бальдра». Деякі воїни перед смертю протикали себе списом, щоб обдурити Гель і потрапити в Вальгаллу [5];
- в Вальгаллу Одін за допомогою валькірій збирав половину воїнів, полеглих в бою, де вони готувалися до вирішальної битви — Рагнарьок, борючись один з одним і воскресаючи знову;
- в Фолькванг потрапляла інша половина полеглих в бою, під керівництво богині Фрейї.

Часто смерть зображували як сексуальний акт між покійним і провідником смерті — Гель або Ран і її дев'ять дочок. Сексуальний відтінок смерті відображений і в фалічній формі картинних каменів, що встановлюються в пам'ять про покійного, наприклад, Стуре-Хаммарський камінь.
На сьомий день після смерті, люди відзначали сьюунд (давньосканд. Sjaund), або похоронний ель, бо обряд містив розпивання хмільних напоїв. Проведення цієї церемонії завершувало земний шлях покійного і після неї спадкоємці могли пред'явити права на спадщину.
Більшість збережених свідоцтв ритуалів, пов'язаних зі смертю, відносяться до представників чоловічої статі. Однак той факт, що в жіночих похованнях також знаходять підношення, говорить на користь того, що у жінок також існувала загробне життя. І хоча невідомо, куди вирушали жінки, ймовірно, Гельгавелл і Гельгейм були для них відкриті.
Ідея про загробне життя дещо суперечить концепції поклоніння предкам, бо в загробний світ померлий вирушав безповоротно. Нам невідомо, як вирішувалося це протиріччя і чи залишався  померлий якийсь час в своїй могилі або відразу вирушав у царство мертвих, яку функцію виконували підношення і чи виконував спалений поховальний корабель функцію транспорта в інший світ.

### Поклоніння предкам
До християнізації в Скандинавії існував культ предків. Предки були дуже важливим елементом іміджу сім'ї та люди вірили, що вони здатні впливати на життя своїх нащадків з потойбічного світу, тому контакт з ними вважався ключовим елементом добробуту сім'ї. Вважалося, що правильно проведені обряди забезпечували благословення предками нині живих, в той час як недотримання обрядів могло накликати невдачу і предки не давали б спокою людині. Невідомо, чи розглядали самих предків як божественну силу або лише як пов'язаних з нею.
Курган також розглядався як житло померлого і місце особливої сили. Через цю особливість знайдені сліди ранніх розкопок могил не завжди свідчать про їх розкрадання, вони могли бути наслідком прагнення місцевої громади повернути священні предмети або покласти підношення. У зв'язку з тим, що розкопки курганів були трудомістким процесом, треба було багато часу, а їх проведення не могло бути не поміченим. Історик Гро Стейнсленд, вважає, що в давні часи розкрадання могил було не типовим. Існує кілька легенд про повернення предметів з поховань, в Інглінгатала підношення Фрейру продовжували нести через отвори в його гробниці.
Зв'язок померлих і живих відбувалася за допомогою ритуалів в місцях поховань, таких як підношення предметів, їжі або напоїв. Зазвичай поховання робилися поруч з житлом, щоб предки могли захистити житло і його мешканців від невдач і дарувати їм достаток. Поклоніння предкам також було частиною блоту, де тости приурочені їм були частиною ритуалу.

### Поклоніння істотам

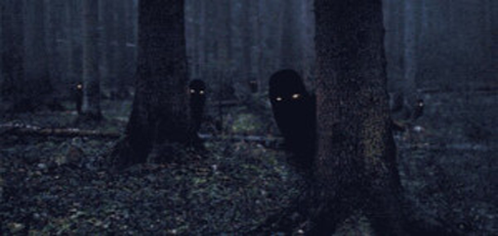
Ланваеттір

Ландветтір (ісл. Landvættir), або духи місця було збірною назвою різних істот — захисників місць, і існувало безліч правил, як поводитися з ними, щоб не викликати конфлікту. Це описує Еґіль Скаллаґрімссон під час свого заслання в Ісландію. Він спорудив нітсшест, щоб налякати ландветтірів Норвегії і таким чином накликати на Норвегію невдачі в якості помсти норвезьким конунгам за їхнє ставлення до нього. Згідно сагам, нітсшест складався з розпоротої кінської голови насадженої на вершину жердини, яку він вкопав в землю на узбережжі.
В епоху вікінгів жінки, як хранительки домашнього вогнища, грали, ймовірно, ключову роль в поклонінні цим істотам. У ритуал входило підношення їжі і напоїв в відповідних місцях або поруч з фермою або в особливих місцях, таких як водоспади і гаї, де вважалося мешкали подібні істоти. В період християнізації, захоплені боротьбою з божествами з власними іменами, місіонери залишили поза увагою безіменних веттірів, що дозволило їх культам існувати якийсь час і уникнути подальшої уваги церкви. Своє життя веттіри продовжували в фольклорі у вигляді Нокк і Ніссе.

## Ритуали

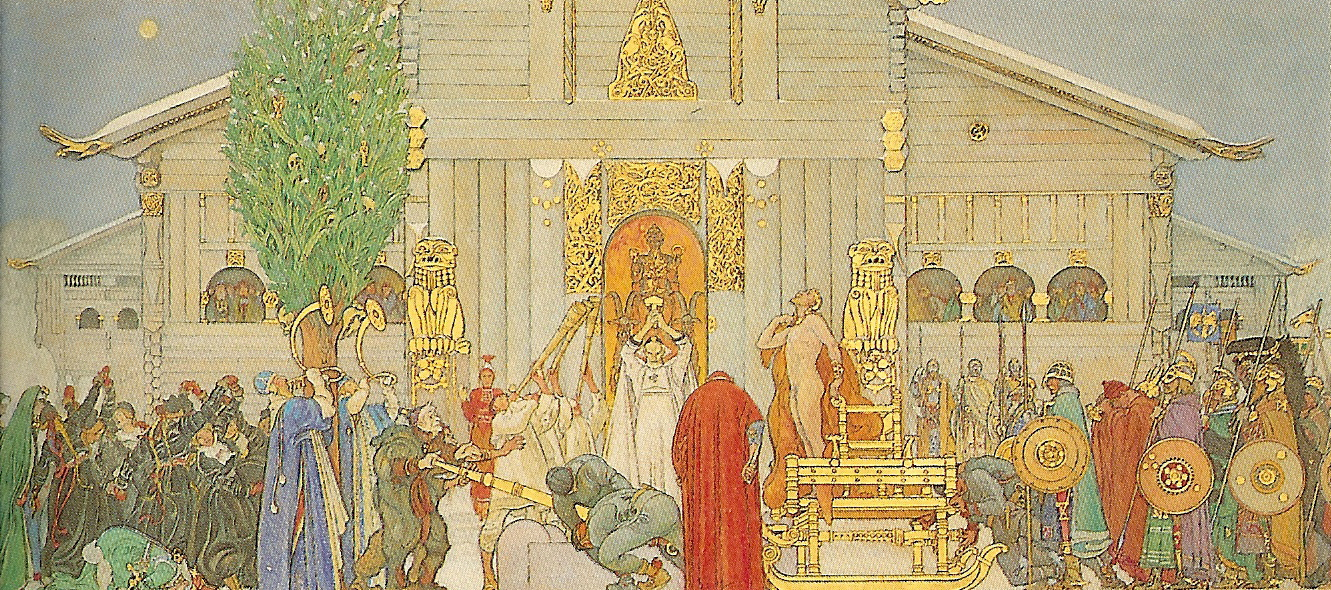
Мідвінтерблот. Урочисте свято в честь середини зими (худ. Карл Ларссон)

### Blót
Основна стаття: Блот
Блот виконувався і як громадський, і як приватний ритуал. Блот (давньосканд. Blót) був обрядом жертвопринесення і, як правило, полягав у ритуальному поїданні м'яса і хмільного меду.Найбільші блоти відбувалися восени (свято збору врожаю) і в день зимового сонцестояння.

### Seiðr
Основна стаття: Сейд (магія)

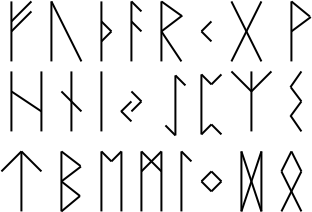
Старший футарк рун

Seiðr належать швидше до магії, ніж до релігії — так вважали науковці донедавна. Така оцінка була пов'язана з тією зневагою, з якою нова християнська релігія ставилася до старих скандинавських вірувань. Однак Seiðr був частиною релігії і був пов'язаний з міфологічними оповідями, тому зараз його вважають невіддільною частиною скандинавського язичництва. Seiðr використовувався для ворожінь і інтерпретації знамень як з благими, так і зі злими намірами.

### Руни
Основна стаття: Руни
У джерелах згадується магічна сила рун в зв'язку з асом Одіном.